# Chiruvanahalli, Srinivaspur
Chiruvanahalli là một làng thuộc tehsil Srinivaspur, huyện Kolar, bang Karnataka, Ấn Độ.